# Kirche zur Heiligen Dreifaltigkeit (Heimburg)

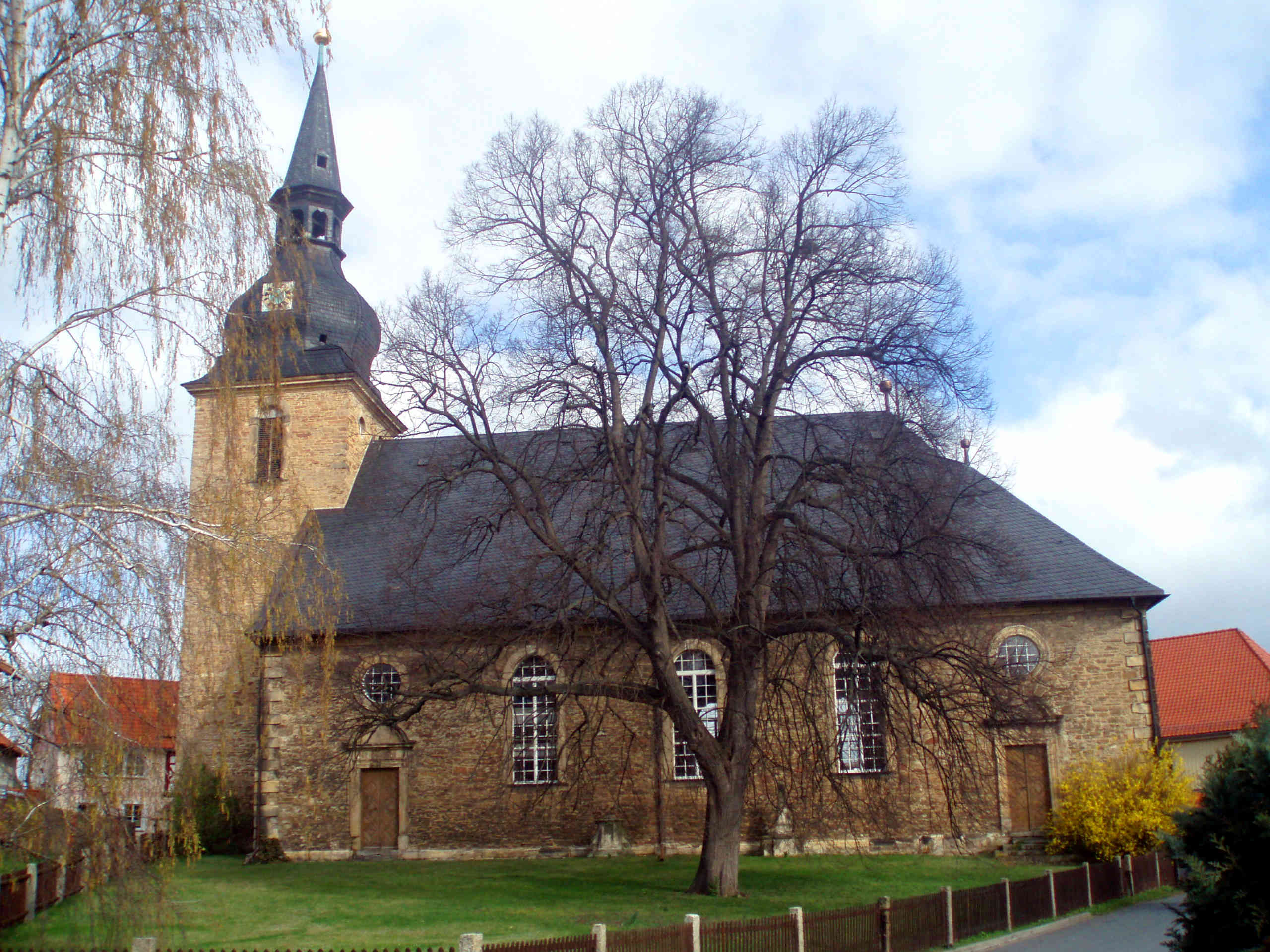
Außenansicht der Kirche Heimburg

Die Kirche zur Heiligen Dreifaltigkeit ist eine evangelisch-lutherische Kirche in Heimburg, einem Ortsteil von Blankenburg (Harz) im Landkreis Harz in Sachsen-Anhalt. Sie gehört zur Evangelisch-lutherischen Landeskirche in Braunschweig und zur Evangelisch-lutherischen Harzkirchengemeinde Trinitatis.

## Baugeschichte

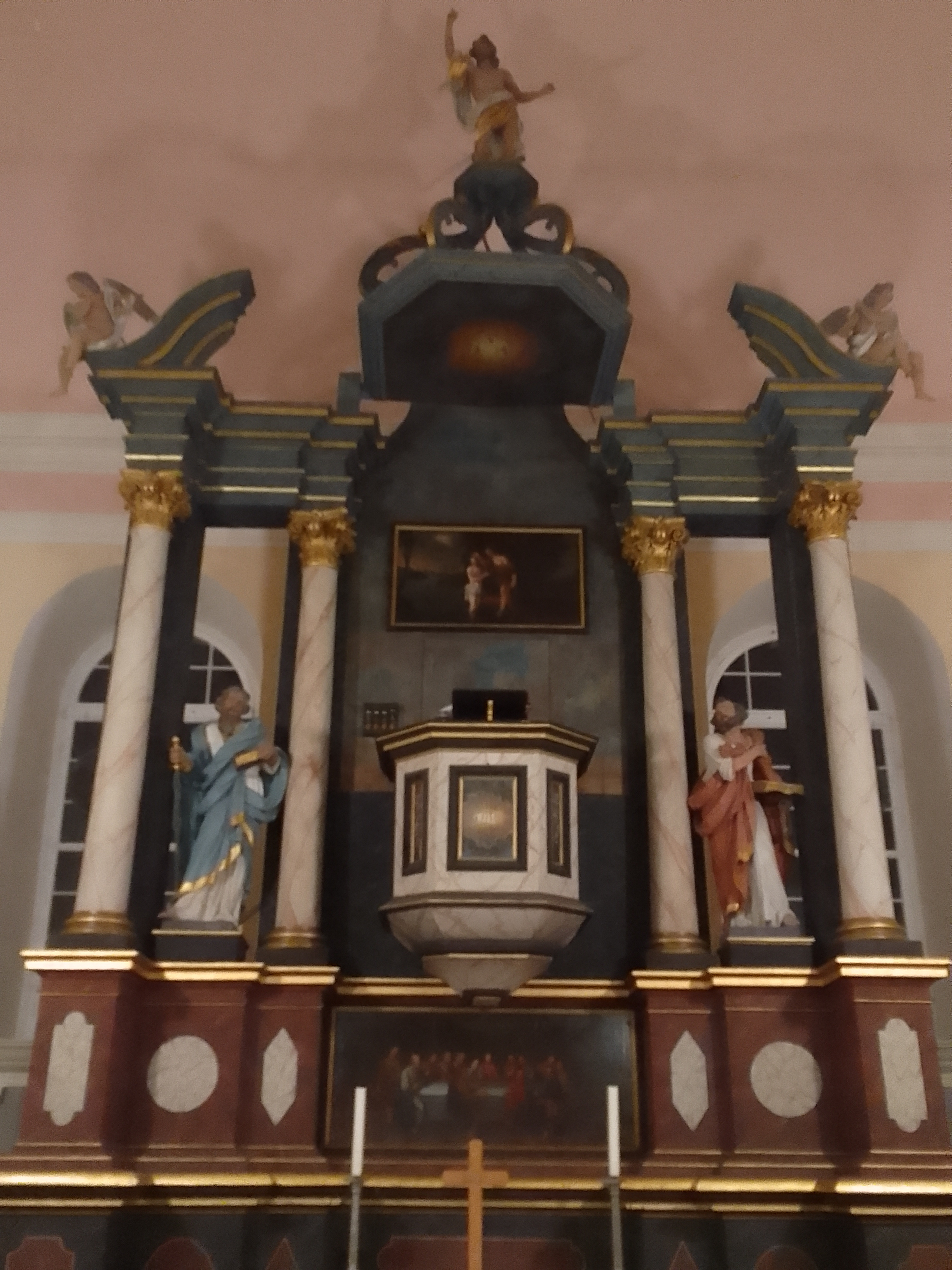
Altar

Ein Dorfbrand beschädigte im Jahr 1705 die Vorgängerkirche. Ein barocker Umbau erfolgte 1724–26 unter dem braunschweigischen Herzog Ludwig Rudolf. Die Planungen dazu erfolgten wahrscheinlich durch den Landesbaumeister des Fürstentums Braunschweig-Wolfenbüttel Hermann Korb, und die Ausführung oblag dem Maurermeister Franz Vogt. Die Kirche ist im Grundriss ca. 40 m lang und ca. 15 m breit.

## Ausstattung
Der Altar wurde 1744 errichtet, und der Taufstein stammt aus dem Jahr 1794. In der Kirche sind diverse Grabsteine von Heimburger Amtmännern, Pastoren und Bürgern angebracht. Die Kirche besitzt zwei silberne Kelche, einer aus dem Jahr 1722.

## Orgel

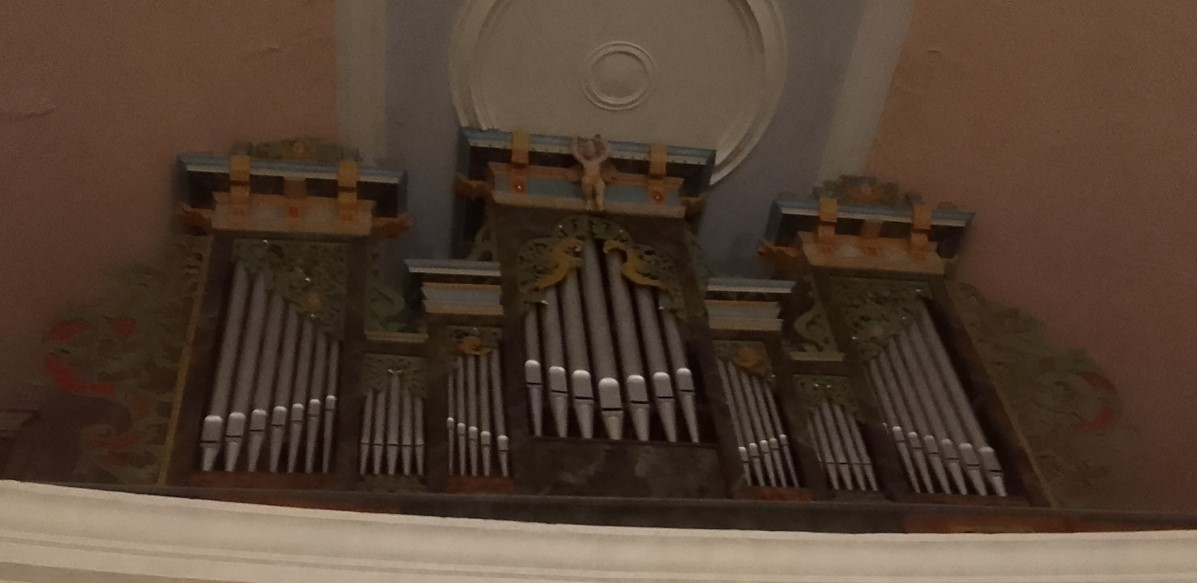
Orgel

1666 bis 1667 wurde die Orgel durch Johann Friedrich Besser errichtet. Sie wurde nach mehrfachen Reparaturen u. a. von Johann Daniel Boden, der sich auch um einen Neubau bewarb, neu errichtet. 1871 wurde sie dann durch Gustav Carl Engelhardt (1843–1917) im Inneren neu gebaut. Das Instrument hat 24 Register mit zwei Manualen und ein Pedal. Es hat sich nur das Gehäuse von Besser erhalten.

## Geläut
Die zwei Glocken stammen aus den Jahren 1725 und 1922.